# Compsacris
Compsacris is een geslacht van rechtvleugeligen uit de familie veldsprinkhanen (Acrididae). De wetenschappelijke naam van dit geslacht is voor het eerst geldig gepubliceerd in 1890 door Bolívar.

## Soorten
Het geslacht Compsacris omvat de volgende soorten:
- Compsacris aspasma Hebard, 1923
- Compsacris brevipennis Rehn, 1906
- Compsacris pulcher Bolívar, 1890
- Compsacris trepidus Otte & Jago, 1979